# Попытка государственного переворота в Сан-Томе и Принсипи (2022)
Попытка государственного переворота в Сан-Томе и Принсипи произошла в ночь с 24 на 25 ноября 2022 года.
На пресс-конференции, состоявшейся 25 ноября, премьер-министр страны Патрис Тровоада заявил, что штаб-квартира вооружённых сил подверглась нападению четырёх человек, включая Делфима Невеса, председателя Национальной ассамблеи, срок полномочий которого истёк, и офицера, который ранее пытался совершить переворот. Попытка переворота была пресечена правительством, а её исполнители, как утверждается, находятся под арестом.
В перестрелке участвовали 12 действующих солдат, в её ходе были убиты четыре человека. Тровоада также предположил, что к перевороту причастны бойцы официально расформированного южноафриканского батальона «Буйволы», и что один из их наёмников, Арлесио Коста, который был убит в ходе боевых действий, был одним из организаторов переворота.
Лидеры переворота заявили, что пытались свергнуть правительство из-за бедности в стране.
В интервью Deutsche Welle 6 декабря уходящий премьер-министр Жоржи Бом Жезуш назвал это событие «выдумкой», которую новое правительство будет использовать в качестве предлога для репрессий против оппозиционных партий.